# Amt Zehden

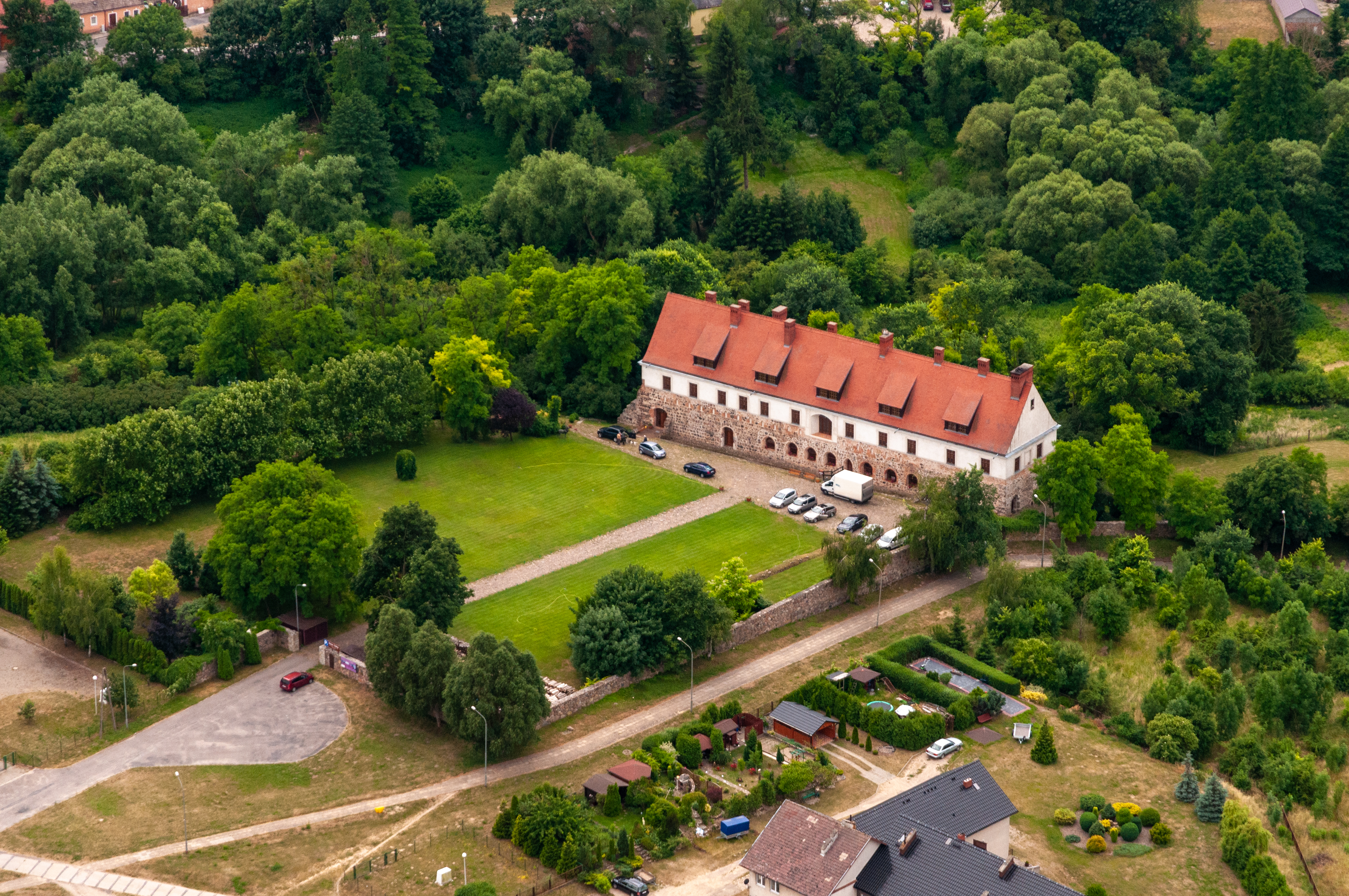
Kloster Zehden - Churfürstenhaus (ehemaliger Westflügel - Ostseite), heute Hotel und Restaurant

Das Amt Zehden war zur Zeit der Bildung ein landesherrliches Amt des Teilfürstentums Brandenburg-Küstrin, später kurfürstlich-brandenburgisches und dann königlich-preußisches Domänenamt. Es wurde 1555 im Wesentlichen aus den säkularisierten Gütern des Zisterzienserinnenklosters Zehden (heute Cedynia, Powiat Gryfiński, Woiwodschaft Westpommern) gebildet. 1628 bis 1640 war es an Adam von Schwarzenberg verpfändet, der das Amt durch Zukäufe erweiterte. 1811 wurde das Amt Zehden vorübergehend aufgelöst und die Polizei- und Domänenverwaltung auf das 1811 eingezogene Johanniter-Ordensamt Grüneberg (ab 1811 Domänenamt bzw. Amt Grüneberg) übertragen. 1834 wurde das Amt Zehden als Rentamt Zehden wieder begründet, dafür wurde das Amt Grüneberg aufgelöst. 1839 wurde dem Amt Zehden auch die Amts- und Kassenverwaltung des Amtes Butterfelde übertragen, das jedoch formal selbständig blieb. 1875 wurde das (Rent-)Amt Zehden endgültig aufgelöst.

## Vorgeschichte
Mit der endgültigen Aufhebung des Klosters Zehden 1555 wurde aus dem ehemaligen Klosterbesitz das Amt Zehden gebildet. Das neue Amt Zehden erhielt 1555 aber nicht nur den Besitz des Klosters Zehden zur Verwaltung, sondern auch den Besitz des ehemaligen Augustiner-Eremiten-Klosters Königsberg in der Neumark und zwei in der Neumark gelegene Dörfer des 1533/4 säkularisierten Klosters Chorin.

### Kloster Zehden
Das Gründungsjahr und auch die Stifter des Klosters Zehden sind nicht genau bekannt. Das Entstehungsjahr lässt sich auf den Zeitraum 1250 bis 1278 eingrenzen, am wahrscheinlichsten um/nach 1270, als die brandenburgischen Markgrafen das Land Königsberg vom Bischof von Brandenburg erwarben, im Tausch gegen das Land Löwenberg. Als Stifter werden die Söhne des brandenburgischen Markgrafen Otto III., Otto V. „der Lange“ und Albrecht III. vermutet. Die Klostergebäude standen auf dem Klosterberg, östlich der Stadt Zehden. Von den Baulichkeiten sind heute nur noch geringe Reste vorhanden, das Untergeschoss des Westflügels der Klausur (heute in ein Hotel integriert) und Reste der West-, Nord- und Südwand der Klosterkirche. Das Kloster erwarb im Laufe der Geschichte einen beachtlichen Grundbesitz. 1433 ging ein Teil des Klosters beim Einfall der Hussiten in Flammen auf; die Zerstörungen wurden wieder behoben. Das Kloster wurde bis spätesten 1555 aufgehoben und in ein evangelisches Damenstift umgewandelt. Der Grundbesitz des Klosters wurde vom damaligen brandenburgischen (Mit-)Markgrafen Johann von Küstrin eingezogen und in ein landesherrliches Amt umgewandelt. Schon 1540 oder 1545 hatte er das Kloster durch einen Administrator verwalten lassen. Mit der Übertragung des Klosterbesitzes durch die Nonnen an den Fürsten des brandenburgischen Teilfürstentum Brandenburg-Küstrin Johann von Küstrin 1555 endete die Klostergeschichte. Der Besitz des Klosters wurde der Kern eines landesherrlichen Amtes, i.e. des Amtes Zehden.

### Augustiner-Eremiten-Kloster Königsberg in der Neumark
1290 erlaubte Bischof Jaromar von Kammin den Augustiner-Eremiten in Königsberg in der Neumark ein Augustiner-Eremiten-Kloster einzurichten. Die Klosterkirche lag an der Ecke ul. Klasztorna/ul. malaeska (Kloster-/Malerstraße) im östlichen Teil der Altstadt von Königsberg. Die Bauarbeiten an den Klostergebäuden, besonders der Klosterkirche zogen sich wohl bis Mitte des 14. Jahrhunderts hin wie zahlreiche Ablassbriefe zugunsten des Klosters aus dieser Zeit schließen lassen. Die Kirche wurde im Zweiten Weltkrieg schwer beschädigt, 1959–65 wieder aufgebaut und ist seitdem katholische Pfarrkirche. 1536 verließen anscheinend die meisten Mönche das Kloster und 1539 war es bis auf zwei Mönche leer stehend. 1539 verlieh Johann von Küstrin die Güter des Klosters, Klosteranlage und die Dörfer Reichenfelde und Wedell an den Hofrat Albrecht Malsow als Mannlehen. 1551 kam dieses Lehen an dessen Sohn Albrecht Malsow jr. Vermutlich nach dessen Tod 1557 kam das Lehen als erledigtes Lehen wieder an den Landesherrn Johann von Küstrin zurück. Die Klostergebäude schenkte er der Stadt Königsberg, die beiden Orte Reichenfelde und Wedell übertrug er auf das Amt Zehden.

### Kloster Chorin
Der sehr große Besitz des 1255 gegründeten Zisterzienserklosters Chorin lag überwiegend im Barnim und der Uckermark. In der Neumark, die bei der Teilung der Mark Brandenburg an Johann von Küstrin und dessen Teilfürstentum Brandenburg-Küstrin gefallen war, lagen nur zwei Klosterdörfer Jädickendorf und Woltersdorf. Nach der Säkularisation des Klosters Chorin 1542/3 kamen diese Dörfer an das Amt Zehden. Da das Kloster hier nur Teilbesitz hatte tauschte Johann von Küstrin den Amtsanteil in Woltersdorf gegen den adligen Anteil in Jädickendorf, sodass Jädickendorf nun im Vollbesitz des Amtes war, während Woltersdorf völlig in adligen Besitz überging. Woltersdorf kam 1738 an das Amt Butterfelde.

## Amt Zehden
Landesherrliches Amt und Damenstift teilten sich ab 1555 den Gebäudekomplex. 1611 wurde das Damenstift aufgehoben und dessen Gebäude ebenfalls vom Amt in Besitz genommen. 1628 bis 1640 war das Amt Zehden an Adam von Schwarzenberg verpfändet, der das Amt durch Zukäufe erweiterte. Im Dreißigjährigen Krieg (1637) zerstörten schwedische Truppen die Klostergebäude; die Klosterkirche überstand den Angriff weitgehend unversehrt. 1641 wurde der Westflügel der Klausur zu einem kurfürstlichen Jagdschloss umgebaut. Die Klosterkirche wurde zur Schlosskirche umfunktioniert. 1699 verursachte ein Brand schwere Schäden, u. a. brannte die Klosterkirche aus und blieb als Ruine stehen. Ab 1706 war es in Erbpacht verkauft. Das Amt Zehden gehörte in der preußischen Behördenstruktur bis 1801 zur Kurmärkischen Kriegs- und Domänenkammer mit Sitz in Berlin, später zur Neumärkischen Kriegs- und Domänenkammer mit Sitz in Küstrin. 1811 wurde das Amt Zehden aufgelöst und die Polizei- und Domänenverwaltung auf das 1811 eingezogene Ordensamt Grüneberg (ab 1811 Domänenamt Grüneberg bzw. Amt Grüneberg) übertragen, große Teile des Amtsbesitzes wurden verkauft.

### Zugehörige Orte (um 1805)
Nach Bratring gehörten um 1805 folgende Orte und Einzelhäuser zum Amt Zehden. Sie werden in der Übersicht 1820 (Stand 1818) unter dem Amt Grüneberg aufgeführt.
- Altenkirchen, heute Łukowice. Der Ort gehörte zum ursprünglichen Besitz des Klosters Zehden.
- Altküstrinchen, heute Stary Kostrzynek. Der Ort gehörte zum Besitz des Klosters Zehden.
- Alt Lietzegöricke (Dorf), heute Stare Łysogórki. 1587 kaufte Kurfürst Johann Georg die Hälfte von Lietzegöricke zum Amt, 1592 auch noch die andere Hälfte.
- Altrüdnitz (Dorf), heute Stara Rudnica. Der Ort gehörte zum ursprünglichen Besitz des Klosters Zehden.
- Dölzig, heute Dolsko. Der Ort gehörte zum Besitz des Klosters Zehden.
- Dölziger Hammer, der Amtmann Wilde daselbst, ist bis 1709 ein Eisenhammer gewesen
- Dölziger Schneidemühle.
- Eichhorner Mühle, heute Turwiniec. Aus der Eichhorner Mühle bezogen die Zisterzienserinnen 1555 drei Wispel Mühlenpacht. Was aus dieser Abgabe wurde, ist unklar. Eichhorn bzw. die Eichhorner Mühle ist 1665 im Besitz des Ordensamtes Grüneberg.
- Gellen, heute Jelenin. Der Ort gehörte zum Besitz des Klosters Zehden.
- Großmantel (Dorf), heute Mętno. Der Ort gehörte zum Besitz des Klosters Zehden.
- Großwubiser, heute Nowe Objezierze. Der Ort gehörte zum ursprünglichen Besitz des Klosters Zehden.
- Hammelstall, Vorwerk, beim Dorf Groß Wubiser
- Jädickendorf (Dorf und Amtsvorwerk), heute Godków. Im 13. Jahrhundert hatte das Kloster Lehnin im Ort Besitz, den es an das Tochterkloster Kloster Chorin abgab. Im 14. Jahrhundert erwarben die von Mörner hier Besitzanteile. Allerdings gab es ständigen Streit mit dem Kloster Chorin, der bis zur Säkularisation des Klosters 1542 andauerte. Kurfürst Georg tauschte 1572 den kurfürstlichen Anteil an Woltersdorf dagegen ein und konnte so das gesamte Dorf für das Amt erwerben.
- Klemzow. heute Klępicz. Hier gehörte die Hälfte des Dorfes zum Amt.
- Latzkowsche Wassermühle Ladkowo, bei Groß Wubiser, am Schlibbach, existiert nicht mehr
- Neuscheune bei Dölzig (Vorwerk), beim Dölziger Hammer gelegen
- Niederwutzen. Osinów Dolny Der Ort gehörte zum Besitz des Klosters Zehden.
- Reichenfelde (Dorf), heute Garnowo. Das Dorf war ursprünglicher Besitz des Augustiner-Eremiten-Klosters Königsberg. 1685 verkaufte Kurfürst Friedrich Wilhelm das Dorf Reichenfelde, das damals zum Amt Zehden gehörte, an seine Gemahlin Dorothea,  Herzogin von Braunschweig und Lüneburg, geborene Prinzessin von Schleswig-Holstein-Sonderburg-Glücksburg, die es dem Amt Schwedt einverleibte.[6]
- Schluckup (Vorwerk), bei und zu Groß Wubiser/Nowe Objezierze gehörig.
- Wedel (Dorf und Vorwerk), heute Czartoryja, anteilig. Der Besitz gehörte ursprünglich zum Augustiner-Eremiten-Kloster Königsberg.
- Wrechow (Dorf und Vorwerk). Orzechów Hier gehörte die Hälfte des Dorfes und ein Vorwerk zum Amt. 1640 hatte das Amt hier ein Vorwerk mit 16 Hufen, vier Bauern mit 15 Hufen und sechs Kossäten. Die andere Hälfte gehörte zum Ordensamt Grüneberg.
- Zachow (Dorf und Amtsvorwerk), heute Czachów. Das Kloster Zehden besaß hier schon einen beachtlichen Besitzanteil von 19½ Hufen. 1716 kaufte König Friedrich I. den adligen Besitzanteil auf, sodass das Amt nun im Vollbesitz des Dorfes war.
- Zäckerick. Siekierki. Mit dem übrigen Besitz des Klosters Zehden kam auch eine Geldrente von 40 fl. und jährlich wechselnd eine Abgabe von acht oder neun Hühner aus Zäckerick an das Kloster. Das Dorf gehörte dem Johanniter-Ordensamt Grüneberg. Unklar ist, wann die Abgabe verkauft oder abgelöst wurde, denn später ist der Besitz nicht mehr erwähnt.
- Zehden (Amtssitzvorwerk), neben dem Städtchen gelegen

### Rentamt Zehden (1840)
1834 wurde aus den Amtsbezirken Grüneberg und Zehden ein neues Rentamt Zehden geschaffen. Es hatte seinen Sitz zunächst in Grüneberg (Golice), ab 1836 in Zehden. 1837 wurde die Amts- und Kassenverwaltung des Amtes Butterfelde mit dem Rentamt Zehden zusammen gelegt. 1843 heißt es im Handbuch über den königlich preussischen Hof und Staat für das Jahr 1843: „dem Rentamte Zehden ist zugleich die Amts- und Cassen-Verwaltung des Dom. Amts Butterfelde übertragen worden“. Das Domänenamt Butterfelde ist in der Liste der Domänenämter aber noch bis mindestens 1865 aufgeführt. Offensichtlich war die Verwaltung der beiden Ämter zusammen gelegt worden, das Amt Butterfelde existierte formell jedoch noch ein Zeitlang weiter. Nach der Topographisch-statistische(n) Uebersicht des Regierungs-Bezirks Frankfurt a. d. O. von 1844 (Stand 1840) gehörten zum Rentamt Zehden folgende Orte:
- Altenkirchen (Łukowice)
- Altcüstrinchen (Stary Kostrzynek)
- Alt Lietzegöricke (Stare Łysogórki)
- Altreetz, das dortige Vorwerk gehörte zum Amt Butterfelde
- Altrüdnitz (Stara Rudnica)
- Altwustrow
- Karlsbiese, gehörte 1864 zum Amt Wriezen[9]
- Karlstein (Radostów)
- Dölzig (Dolsko)
- Gellen (Jelenin)
- Großmantel (Mętno)
- Großwubiser (Nowe Objezierze)
- Grüneberg (Golice). Der Ort war Sitz der Johanniterkomturei Grüneberg bzw. des Ordensamtes Grüneberg.
- Güstebiese (Gozdowice)
- Jädickendorf (Godków)
- Kleinwubiser, heute Stare Objezierze. Der Ort gehörte noch 1805 zum Amt Neuenhagen, 1818 dann zum Amt Butterfelde.
- Klemzow (Klępicz), ein Teil.
- Müggenburg
- Niederwutzen (Osinów Dolny)
- Obermühle bei Großmantel/Mętno
- Rüdnitzer Herrenwiese bei Altrüdnitz/Stara Rudnica
- Schawin/Szczawin bei Zehden/Cedynia, Erbpachtvorwerk, existiert nicht mehr
- Schinderkrug bei Alt Lietzegöricke/Stare Łysogórki
- Schweinepfeife bei Altrüdnitz/Stara Rudnica
- Dürrenselchow, heute Żelichów
- Untermühle bei Großmantel/Mętno
- Wedell/Czartoryja, ein Anteil
- Woltersdorf, heute Mirowo, das Vorwerk gehörte zum Amt Butterfelde
- Wrechow/Orzechów, mit einem adligen Anteil
- Zachow/Czachów
- Zäckerick/Siekierki
- Zäckericker Brückenkolonie, heute Zollbrücke im Ortsteil Zäckericker Loose der Gemeinde Oderaue im Landkreis Märkisch-Oderland
- Zehden/Cedynia, Posthof (= ehemaliger Westflügel der Klausur)

1875 wurde das Rentamt Zehden endgültig aufgelöst.

## Amtleute und Pächter
- 1767 Gottlieb Schöpfe, Amtsrat, Generalpächter[10]
- 1770 Gottlieb Schöpfe, Amtsrat, Generalpächter[11]
- 1775 Frau Louisa Tornarius, Witwe des Schöpfen, Amtsrätin, Generalpächterin[12]
- 1798/99 Karl Friedrich  Bloch, Amtsrat[13][14]
- 1800 Lese, Amtmann[15]
- 1801 Lehse, Amtmann[16]
- 1803 Pfeil, Oberamtmann[17]
- 1804 Pfeil, Oberamtmann[18]
- 1843 Raabe, ad interim[7]
- 1845 Raabe, ad interim[19]
- 1846 bis 1865 Traugott Bogisch, † 1866[20][21][22]